# Marcel Vibert
Pour les articles homonymes, voir Vibert.
Marcel Étienne Vibert, né le 2 novembre 1883 dans le 19e arrondissement de Paris, ville où il est mort le 11 juin 1959 dans le 14e arrondissement, est un acteur français.

## Biographie
Il a épousé le 14 octobre 1930 l'actrice Hélène Darly.

## Filmographie
- 1909 : Le Fils de l'esclave, court métrage de Robert Péguy
- 1912 : Au pays des ténèbres, court métrage de Victorin Jasset
- 1912 : Un cri dans la nuit, court métrage de Victorin Jasset
- 1912 : Théodora, court métrage d'Henri Pouctal
- 1912 : Les Trois Mousquetaires d'André Calmettes et Henri Pouctal : Athos
- 1913 : L'Usurier, court métrage de Camille de Morlhon
- 1913 : La Petite Fifi, court métrage d'Henri Pouctal
- 1913 : La Drogue maudite, court métrage de Charles Krauss : Robert Marty
- 1913 : L'Escarpolette tragique, court métrage de Camille de Morlhon : Antonio
- 1913 : Serge Panine, court métrage d'Henri Pouctal
- 1913 : Le Mannequin, court métrage d'Henri Pouctal
- 1914 : Les Frontières du cœur, court métrage de Dominique Bernard-Deschamps
- 1920 : Le Sang des immortelles d'André Liabel : Docteur Nauroy
- 1920 : Irène de Marcel Dumont : Pierre
- 1920 : La Dette de Gaston Roudès
- 1921 : Visages voilés... âmes closes d'Henry Roussel : Le caïd Hadji / Hajid Ben Khedim
- 1921 : Chantelouve de Georges Monca et Rose Pansini : Gilbert Mauroy
- 1922 : Le Grillon du foyer de Jean Manoussi
- 1923 : Les Opprimés d'Henry Roussel : Don Luis de Zuniga y Requesens
- 1923 : Le Petit Jacques de Georges Lannes et Georges Raulet : Daniel Mortal
- 1924 : Terreur d'Edward José et Gérard Bourgeois : Duc de Morailles
- 1925 : Le Bossu de Jean Kemm : Philippe de Gonzague
- 1926 : Le Berceau de Dieu de Fred LeRoy Granville : Le Roi Salomon
- 1926 : Nitchevo de Jacques de Baroncelli
- 1927 : Le Jardin d'Allah (en) (The Garden of Allah) de Rex Ingram : Comte Anteoni
- 1928 : Moulin rouge d'Ewald André Dupont : Marquis
- 1928 : Champagne d'Alfred Hitchcock : Maitre d'Hotel (non crédité)
- 1928 : Life d'Adelqui Migliar : Paco
- 1928 : Paris-New York-Paris de Robert Péguy : Maurice Francœur
- 1929 : Palace de luxe de Géza von Bolváry : Miguel Gomez
- 1929 : Jeux de dames de Robert Land : Marquis de Corbé
- 1929 : Der lustige Witwer de Robert Land : William Garrick
- 1929 : La Vocation de Jean Bertin et André Tinchant
- 1929 : Les Trois Masques d'André Hugon : Vescotelli
- 1929 : Les Fils du soleil de René Le Somptier : Marquis de Saint-Bertrand
- 1930 : Hai-Tang de Richard Eichberg et Jean Kemm : Le grand duc
- 1930 : Le Mystère de la chambre jaune de Marcel L'Herbier : Frédéric Larsan / Balmayer
- 1930 : Atlantis de Ewald André Dupont et Jean Kemm
- 1930 : Tropiques
- 1930 : Le Défenseur d'Alexandre Ryder : Pierre de Quenay
- 1931 : Princesse, à vos ordres de Hanns Schwarz et Max de Vaucorbeil : Heynitz
- 1931 : Le Parfum de la dame en noir de Marcel L'Herbier : Le vieux Bob
- 1931 : La Femme de mes rêves de Jean Bertin : Gallison
- 1932 : Le Coffret de laque de Jean Kemm
- 1932 : La Cure sentimentale de Max Dianville et Pierre Weill
- 1933 : Gardez le sourire (Sonnenstrahl) de Paul Fejos : Le commissaire de police
- 1933 : Le Crime du Bouif d'André Berthomieu : Le docteur Bourdon
- 1933 : Le Crime du chemin rouge de Jacques Séverac : Versanges
- 1934 : Le Chéri de sa concierge de Giuseppe Guarino : Grandois
- 1934 : Au mépris de la mort de Serge de Poligny : L'avocat
- 1936 : Le Mort en fuite d'André Berthomieu : L'avocat
- 1942 : Mam'zelle Bonaparte de Maurice Tourneur : Le levantin
- 1942 : Forte Tête de Léon Mathot : Le précepteur
- 1943 : Coup de feu dans la nuit de Robert Péguy : L'avocat général
- 1943 : Forces occultes, court métrage de Paul Riche, alias Jean Mamy
- 1946 : L'Affaire du collier de la reine de Marcel L'Herbier : L'avocat général Pierre Séguier
- 1947 : Coïncidences de Serge Debecque : Le médecin
- 1955 : Les Deux font la paire d'André Berthomieu : Le président du tribunal
- 1956 : La Joyeuse Prison d'André Berthomieu : Le président du comité